# Ібрагім Хассан
Ібрагім Хассан Хуссейн (араб. إبراهيم حسن حسين; нар. 10 серпня 1966, Каїр, Єгипет) — єгипетський футболіст, правий захисник. Зіграв понад 100 матчів у футболці національної збірної Єгипту. Брат-близнюк Хоссам також професіональний футболіст, більшу частину кар'єри виступав разом з братом в одних і тих же клубах.

## Клубна кар'єра
Футбольну кар'єру розпочав у клубі «Аль-Аглі» (Каїр). У 1985 році дебютував в єгипетській Прем'єр-лізі, згодом став основним гравцем каїрського клубу. У 1986 році вперше виграв чемпіонат Єгипту. У 1987 році допоміг «Аль-Аглі» виграти африканської Ліги чемпіонів (0:0 та 2:0 у фіналі в поєдинку проти «Аль-Хіляля» (Омдурман) з Судану). У 1986, 1987 та 1980 роках тричі вигравав єгипетську Прем'єр-лігу, у 1989 році — національний кубок, а в 1986 році — Кубок володарів кубків КАФ.
Влітку 1990 року виїхав до Європи, де став гравцем грецького ПАОКа, в якому протягом року грав зі своїми співвітчизниками Магді Тольба та Хоссамом Хассаном. У 1991 році разом зі своїм братом перейшов до швейцарського «Ксамакса». Окрім братів Хассанів у клубі виступав ще один єгиптянин, Хані Рамзі.
У 1992 році Хассан повернувся до Єгипту, де став гравцем «Аль-Аглі». У період з 1994 по 1999 рік п'ять разів поспіль вигравав національний чемпіонат, а в 1993 та 1996 роках — кубок Єгипту. У 1993 році виграв Кубоку володарів кубків КАФ, 1995 року — Арабський кубок володарів кубків, а в 1996 році — Арабську Лігу Чемпіонів.
У 1999 році на один сезон перейшов в «Аль-Айн» з Об'єднаних Арабських Еміратів. У 2000 році став гравцем каїрського «Замалека». У команді виступав протягом чотирьох років, за цей час тричі вигравав чемпіонат Єгипту (2001, 2003, 2004), національний кубок (2002), Лігу чемпіонів (2002), Суперкубок Африки (2002) та Арабську Лігу чемпіонів (2003). У 2004 році перебрався до «Аль-Масрі» з Порт-Саїду. Футбольну кар'єру завершив 2006 року у футболці «Аль-Масрі».
На момент завершення кар'єри Ібрагіму виповнилося 40 років, колишній правий захисник вирішив залишитися в клубі, де з 2006 року почав працювати помічником головного тренера, а в 2008 році клуб очолив брат Ібрагіма, Хоссам. У 2010 році, після нетривалого періоду перебування на посаді помічника головного тренера «Замалека», перейшов на посаду директора футбольної академії.

## Кар'єра в збірній
У футболці національної збірної Єгипту дебютував 14 березня 1988 року в програному (0:1) поєдинку Кубку африканських націй проти Камеруну. У 1990 році головний тренер національної команди Махмуд Ель-Гохарі викликав Ібрагіма для участі в чемпіонаті світу в Італії. На турнірі був основним футболістом, зіграв у трьох матчах групового етапу: з Нідерландами (1:1), з Ірландією (0:0) та з Англією (0:1). Окрім чемпіонату світу 1990 року, виступав на Кубку африканських націй 1992, 1994 та 2000 років, а також на Кубку конфедерацій 1999 року. З 1988 по 2002 рік зіграв у футболці збірної 131 матч, в яких відзначився 14-а голами.
Єдиний єгипетський футболіст, якого тричі викликали до збірної світу. Проте у складі збірної світу зіграв двічі, 1990 та 1999 року, проти збірної Боснії і Герцеговини та ПАР відповідно.

## Статистика виступів

### У збірній
| національна збірна Єгипту | національна збірна Єгипту | національна збірна Єгипту |
| Рік                       | Матчі                     | Голи                      |
| ------------------------- | ------------------------- | ------------------------- |
| 1988                      | 16                        | 3                         |
| 1989                      | 20                        | 1                         |
| 1990                      | 15                        | 0                         |
| 1991                      | 11                        | 4                         |
| 1992                      | 4                         | 0                         |
| 1993                      | 7                         | 1                         |
| 1994                      | 6                         | 0                         |
| 1995                      | 7                         | 1                         |
| 1996                      | 3                         | 1                         |
| 1997                      | 12                        | 0                         |
| 1998                      | 0                         | 0                         |
| 1999                      | 12                        | 1                         |
| 2000                      | 11                        | 0                         |
| 2001                      | 6                         | 2                         |
| 2002                      | 1                         | 0                         |
| Загалом                   | 131                       | 14                        |

## Досягнення

### Клубні
- Прем'єр-ліга Єгипту
  -  Чемпіон (14): 1984/85, 1985/86, 1986/87, 1988/89, 1993/94, 1994/95, 1995/96, 1996/97, 1997/98, 1998/99, 1999/00, 2000/01, 2002/03, 2003/04

- Кубок Єгипту
  -  Володар (5): 1984/85, 1988/89, 1992/93, 1995/96, 2001/02

- Чемпіонат ОАЕ
  -  Чемпіон (1): 1999/00

- Кубок Єгипту
  -  Володар (2): 2001, 2002

- Кубок володарів кубків КАФ
  -  Володар (4): 1983/84, 1984/85, 1985/86, 1992/93

- Ліга чемпіонів КАФ
  -  Чемпіон (2): 1986/87, 2001/02

- Арабська Ліга чемпіонів
  -  Чемпіон (2): 1995/96, 2002/03

- Арабський кубок володарів кубків
  -  Чемпіон (1): 1993/94

- Арабський суперкубок
  -  Володар (2): 1997, 1998

- Афро-Азійський кубок
  -  Володар (1): 1988

- Суперкубок КАФ
  -  Володар (1): 2002

- Саудівсько-Єгипетський суперкубок
  -  Володар (1): 2003

### Збірна
Єгипет
- Кубок арабських націй
  -  Володар (1): 1992